# Okręgowe rozgrywki w piłce nożnej woj. białostockiego (1971/1972)
38. Edycja okręgowych rozgrywek w piłce nożnej województwa białostockiego

Okręgowe rozgrywki w piłce nożnej województwa białostockiego prowadzone są przez Białostocki Okręgowy Związek Piłki Nożnej, rozgrywane są w trzech ligach, najwyższym poziomem jest klasa okręgowa, następnie klasa A (2 grupy) i klasa B (4 grupy).

Mistrzostwo Okręgu zdobył Mazur Ełk.

Okręgowy Puchar Polski zdobył Włókniarz Białystok.
Drużyny z województwa białostockiego występujące w centralnych i makroregionalnych poziomach rozgrywkowych:
- I Liga - brak
- II Liga - brak
- III Liga - Włókniarz Białystok, Wigry Suwałki.

| Rozgrywki      | Poziomy rozgrywkowe w sezonie 1971/72 | Poziomy rozgrywkowe w sezonie 1971/72 | Poziomy rozgrywkowe w sezonie 1971/72 | Poziomy rozgrywkowe w sezonie 1971/72 | Poziomy rozgrywkowe w sezonie 1971/72 | Poziomy rozgrywkowe w sezonie 1971/72 | Poziomy rozgrywkowe w sezonie 1971/72 | Poziomy rozgrywkowe w sezonie 1971/72 | Poziomy rozgrywkowe w sezonie 1971/72 | Poziomy rozgrywkowe w sezonie 1971/72 | Poziomy rozgrywkowe w sezonie 1971/72 | Poziomy rozgrywkowe w sezonie 1971/72 | Poziomy rozgrywkowe w sezonie 1971/72 | Poziomy rozgrywkowe w sezonie 1971/72 | Poziomy rozgrywkowe w sezonie 1971/72 | Poziomy rozgrywkowe w sezonie 1971/72 | Poziomy rozgrywkowe w sezonie 1971/72 | Poziomy rozgrywkowe w sezonie 1971/72 | Poziomy rozgrywkowe w sezonie 1971/72 | Poziomy rozgrywkowe w sezonie 1971/72 | Poziomy rozgrywkowe w sezonie 1971/72 | Poziomy rozgrywkowe w sezonie 1971/72 | Poziomy rozgrywkowe w sezonie 1971/72 | Poziomy rozgrywkowe w sezonie 1971/72 | Poziomy rozgrywkowe w sezonie 1971/72 | Poziomy rozgrywkowe w sezonie 1971/72 | Poziomy rozgrywkowe w sezonie 1971/72 | Poziomy rozgrywkowe w sezonie 1971/72 | Poziomy rozgrywkowe w sezonie 1971/72 | Poziomy rozgrywkowe w sezonie 1971/72 | Poziomy rozgrywkowe w sezonie 1971/72 | Poziomy rozgrywkowe w sezonie 1971/72 | Poziomy rozgrywkowe w sezonie 1971/72 | Poziomy rozgrywkowe w sezonie 1971/72 | Poziomy rozgrywkowe w sezonie 1971/72 | Poziomy rozgrywkowe w sezonie 1971/72 | Poziomy rozgrywkowe w sezonie 1971/72 | Poziomy rozgrywkowe w sezonie 1971/72 | Poziomy rozgrywkowe w sezonie 1971/72 | Poziomy rozgrywkowe w sezonie 1971/72 | Poziomy rozgrywkowe w sezonie 1971/72 | Poziomy rozgrywkowe w sezonie 1971/72 | Poziomy rozgrywkowe w sezonie 1971/72 | Poziomy rozgrywkowe w sezonie 1971/72 | Poziomy rozgrywkowe w sezonie 1971/72 | Poziomy rozgrywkowe w sezonie 1971/72 | Poziomy rozgrywkowe w sezonie 1971/72 | Poziomy rozgrywkowe w sezonie 1971/72 | Poziomy rozgrywkowe w sezonie 1971/72 | Poziomy rozgrywkowe w sezonie 1971/72 | Poziomy rozgrywkowe w sezonie 1971/72 | Poziomy rozgrywkowe w sezonie 1971/72 | Poziomy rozgrywkowe w sezonie 1971/72 | Poziomy rozgrywkowe w sezonie 1971/72 | Poziomy rozgrywkowe w sezonie 1971/72 | Poziomy rozgrywkowe w sezonie 1971/72 | Poziomy rozgrywkowe w sezonie 1971/72 | Poziomy rozgrywkowe w sezonie 1971/72 | Poziomy rozgrywkowe w sezonie 1971/72 | Poziomy rozgrywkowe w sezonie 1971/72 | Poziomy rozgrywkowe w sezonie 1971/72 |
| -------------- | ------------------------------------- | ------------------------------------- | ------------------------------------- | ------------------------------------- | ------------------------------------- | ------------------------------------- | ------------------------------------- | ------------------------------------- | ------------------------------------- | ------------------------------------- | ------------------------------------- | ------------------------------------- | ------------------------------------- | ------------------------------------- | ------------------------------------- | ------------------------------------- | ------------------------------------- | ------------------------------------- | ------------------------------------- | ------------------------------------- | ------------------------------------- | ------------------------------------- | ------------------------------------- | ------------------------------------- | ------------------------------------- | ------------------------------------- | ------------------------------------- | ------------------------------------- | ------------------------------------- | ------------------------------------- | ------------------------------------- | ------------------------------------- | ------------------------------------- | ------------------------------------- | ------------------------------------- | ------------------------------------- | ------------------------------------- | ------------------------------------- | ------------------------------------- | ------------------------------------- | ------------------------------------- | ------------------------------------- | ------------------------------------- | ------------------------------------- | ------------------------------------- | ------------------------------------- | ------------------------------------- | ------------------------------------- | ------------------------------------- | ------------------------------------- | ------------------------------------- | ------------------------------------- | ------------------------------------- | ------------------------------------- | ------------------------------------- | ------------------------------------- | ------------------------------------- | ------------------------------------- | ------------------------------------- | ------------------------------------- | ------------------------------------- |
| Centralne      | I poziom ligowy                       | I Liga                                | I Liga                                | I Liga                                | I Liga                                | I Liga                                | I Liga                                | I Liga                                | I Liga                                | I Liga                                | I Liga                                | I Liga                                | I Liga                                | I Liga                                | I Liga                                | I Liga                                | I Liga                                | I Liga                                | I Liga                                | I Liga                                | I Liga                                | I Liga                                | I Liga                                | I Liga                                | I Liga                                | I Liga                                | I Liga                                | I Liga                                | I Liga                                | I Liga                                | I Liga                                | I Liga                                | I Liga                                | I Liga                                | I Liga                                | I Liga                                | I Liga                                | I Liga                                | I Liga                                | I Liga                                | I Liga                                | I Liga                                | I Liga                                | I Liga                                | I Liga                                | I Liga                                | I Liga                                | I Liga                                | I Liga                                | I Liga                                | I Liga                                | I Liga                                | I Liga                                | I Liga                                | I Liga                                | I Liga                                | I Liga                                | I Liga                                | I Liga                                | I Liga                                | I Liga                                |
| Centralne      | II poziom ligowy                      | II Liga                               | II Liga                               | II Liga                               | II Liga                               | II Liga                               | II Liga                               | II Liga                               | II Liga                               | II Liga                               | II Liga                               | II Liga                               | II Liga                               | II Liga                               | II Liga                               | II Liga                               | II Liga                               | II Liga                               | II Liga                               | II Liga                               | II Liga                               | II Liga                               | II Liga                               | II Liga                               | II Liga                               | II Liga                               | II Liga                               | II Liga                               | II Liga                               | II Liga                               | II Liga                               | II Liga                               | II Liga                               | II Liga                               | II Liga                               | II Liga                               | II Liga                               | II Liga                               | II Liga                               | II Liga                               | II Liga                               | II Liga                               | II Liga                               | II Liga                               | II Liga                               | II Liga                               | II Liga                               | II Liga                               | II Liga                               | II Liga                               | II Liga                               | II Liga                               | II Liga                               | II Liga                               | II Liga                               | II Liga                               | II Liga                               | II Liga                               | II Liga                               | II Liga                               | II Liga                               |
| Makroregionlne | III poziom ligowy                     | III Liga - gr.I                       | III Liga - gr.I                       | III Liga - gr.I                       | III Liga - gr.I                       | III Liga - gr.I                       | III Liga - gr.I                       | III Liga - gr.I                       | III Liga - gr.I                       | III Liga - gr.I                       | III Liga - gr.I                       | III Liga - gr.I                       | III Liga - gr.I                       | III Liga - gr.I                       | III Liga - gr.I                       | III Liga - gr.I                       | III Liga - gr.II                      | III Liga - gr.II                      | III Liga - gr.II                      | III Liga - gr.II                      | III Liga - gr.II                      | III Liga - gr.II                      | III Liga - gr.II                      | III Liga - gr.II                      | III Liga - gr.II                      | III Liga - gr.II                      | III Liga - gr.II                      | III Liga - gr.II                      | III Liga - gr.II                      | III Liga - gr.II                      | III Liga - gr.II                      | III Liga - gr.III                     | III Liga - gr.III                     | III Liga - gr.III                     | III Liga - gr.III                     | III Liga - gr.III                     | III Liga - gr.III                     | III Liga - gr.III                     | III Liga - gr.III                     | III Liga - gr.III                     | III Liga - gr.III                     | III Liga - gr.III                     | III Liga - gr.III                     | III Liga - gr.III                     | III Liga - gr.III                     | III Liga - gr.III                     | III Liga - gr.IV                      | III Liga - gr.IV                      | III Liga - gr.IV                      | III Liga - gr.IV                      | III Liga - gr.IV                      | III Liga - gr.IV                      | III Liga - gr.IV                      | III Liga - gr.IV                      | III Liga - gr.IV                      | III Liga - gr.IV                      | III Liga - gr.IV                      | III Liga - gr.IV                      | III Liga - gr.IV                      | III Liga - gr.IV                      | III Liga - gr.IV                      |
| Okręgowe       | IV poziom ligowy                      | Klasa Okręgowa                        | Klasa Okręgowa                        | Klasa Okręgowa                        | Klasa Okręgowa                        | Klasa Okręgowa                        | Klasa Okręgowa                        | Klasa Okręgowa                        | Klasa Okręgowa                        | Klasa Okręgowa                        | Klasa Okręgowa                        | Klasa Okręgowa                        | Klasa Okręgowa                        | Klasa Okręgowa                        | Klasa Okręgowa                        | Klasa Okręgowa                        | Klasa Okręgowa                        | Klasa Okręgowa                        | Klasa Okręgowa                        | Klasa Okręgowa                        | Klasa Okręgowa                        | Klasa Okręgowa                        | Klasa Okręgowa                        | Klasa Okręgowa                        | Klasa Okręgowa                        | Klasa Okręgowa                        | Klasa Okręgowa                        | Klasa Okręgowa                        | Klasa Okręgowa                        | Klasa Okręgowa                        | Klasa Okręgowa                        | Klasa Okręgowa                        | Klasa Okręgowa                        | Klasa Okręgowa                        | Klasa Okręgowa                        | Klasa Okręgowa                        | Klasa Okręgowa                        | Klasa Okręgowa                        | Klasa Okręgowa                        | Klasa Okręgowa                        | Klasa Okręgowa                        | Klasa Okręgowa                        | Klasa Okręgowa                        | Klasa Okręgowa                        | Klasa Okręgowa                        | Klasa Okręgowa                        | Klasa Okręgowa                        | Klasa Okręgowa                        | Klasa Okręgowa                        | Klasa Okręgowa                        | Klasa Okręgowa                        | Klasa Okręgowa                        | Klasa Okręgowa                        | Klasa Okręgowa                        | Klasa Okręgowa                        | Klasa Okręgowa                        | Klasa Okręgowa                        | Klasa Okręgowa                        | Klasa Okręgowa                        | Klasa Okręgowa                        | Klasa Okręgowa                        |
| Okręgowe       | V poziom ligowy                       | Klasa A - gr.I                        | Klasa A - gr.I                        | Klasa A - gr.I                        | Klasa A - gr.I                        | Klasa A - gr.I                        | Klasa A - gr.I                        | Klasa A - gr.I                        | Klasa A - gr.I                        | Klasa A - gr.I                        | Klasa A - gr.I                        | Klasa A - gr.I                        | Klasa A - gr.I                        | Klasa A - gr.I                        | Klasa A - gr.I                        | Klasa A - gr.I                        | Klasa A - gr.I                        | Klasa A - gr.I                        | Klasa A - gr.I                        | Klasa A - gr.I                        | Klasa A - gr.I                        | Klasa A - gr.I                        | Klasa A - gr.I                        | Klasa A - gr.I                        | Klasa A - gr.I                        | Klasa A - gr.I                        | Klasa A - gr.I                        | Klasa A - gr.I                        | Klasa A - gr.I                        | Klasa A - gr.I                        | Klasa A - gr.I                        | Klasa A - gr.II                       | Klasa A - gr.II                       | Klasa A - gr.II                       | Klasa A - gr.II                       | Klasa A - gr.II                       | Klasa A - gr.II                       | Klasa A - gr.II                       | Klasa A - gr.II                       | Klasa A - gr.II                       | Klasa A - gr.II                       | Klasa A - gr.II                       | Klasa A - gr.II                       | Klasa A - gr.II                       | Klasa A - gr.II                       | Klasa A - gr.II                       | Klasa A - gr.II                       | Klasa A - gr.II                       | Klasa A - gr.II                       | Klasa A - gr.II                       | Klasa A - gr.II                       | Klasa A - gr.II                       | Klasa A - gr.II                       | Klasa A - gr.II                       | Klasa A - gr.II                       | Klasa A - gr.II                       | Klasa A - gr.II                       | Klasa A - gr.II                       | Klasa A - gr.II                       | Klasa A - gr.II                       | Klasa A - gr.II                       |
| Okręgowe       | VI poziom ligowy                      | Klasa B - gr.I                        | Klasa B - gr.I                        | Klasa B - gr.I                        | Klasa B - gr.I                        | Klasa B - gr.I                        | Klasa B - gr.I                        | Klasa B - gr.I                        | Klasa B - gr.I                        | Klasa B - gr.I                        | Klasa B - gr.I                        | Klasa B - gr.I                        | Klasa B - gr.I                        | Klasa B - gr.I                        | Klasa B - gr.I                        | Klasa B - gr.I                        | Klasa B - gr.II                       | Klasa B - gr.II                       | Klasa B - gr.II                       | Klasa B - gr.II                       | Klasa B - gr.II                       | Klasa B - gr.II                       | Klasa B - gr.II                       | Klasa B - gr.II                       | Klasa B - gr.II                       | Klasa B - gr.II                       | Klasa B - gr.II                       | Klasa B - gr.II                       | Klasa B - gr.II                       | Klasa B - gr.II                       | Klasa B - gr.II                       | Klasa B - gr.III                      | Klasa B - gr.III                      | Klasa B - gr.III                      | Klasa B - gr.III                      | Klasa B - gr.III                      | Klasa B - gr.III                      | Klasa B - gr.III                      | Klasa B - gr.III                      | Klasa B - gr.III                      | Klasa B - gr.III                      | Klasa B - gr.III                      | Klasa B - gr.III                      | Klasa B - gr.III                      | Klasa B - gr.III                      | Klasa B - gr.III                      | Klasa B - gr.IV                       | Klasa B - gr.IV                       | Klasa B - gr.IV                       | Klasa B - gr.IV                       | Klasa B - gr.IV                       | Klasa B - gr.IV                       | Klasa B - gr.IV                       | Klasa B - gr.IV                       | Klasa B - gr.IV                       | Klasa B - gr.IV                       | Klasa B - gr.IV                       | Klasa B - gr.IV                       | Klasa B - gr.IV                       | Klasa B - gr.IV                       | Klasa B - gr.IV                       |

## Klasa Okręgowa - IV poziom rozgrywkowy
| Poz. | Drużyna                | M  | Z  | R | P  | Bramki | Punkty |
| ---- | ---------------------- | -- | -- | - | -- | ------ | ------ |
| 1    | Mazur Ełk              | 22 | 18 | 4 | 0  | 60-10  | 40     |
| 2    | Gwardia Białystok      | 22 | 16 | 4 | 2  | 63-19  | 36     |
| 3    | Jagiellonia Białystok  | 22 | 11 | 8 | 3  | 40-17  | 30     |
| 4    | Husar Nurzec           | 22 | 10 | 4 | 8  | 53-28  | 24     |
| 5    | Sokół Sokółka (s)      | 22 | 9  | 5 | 8  | 36-32  | 23     |
| 6    | Cresovia Gołdap (b)    | 22 | 9  | 2 | 11 | 26-48  | 20     |
| 7    | Włókniarz II Białystok | 22 | 8  | 3 | 11 | 28-44  | 19     |
| 8    | Puszcza Hajnówka       | 22 | 7  | 4 | 11 | 40-44  | 18     |
| 9    | ZKS Zambrów (b)        | 22 | 5  | 7 | 10 | 24-38  | 17     |
| 10   | SŁKS Start Łomża       | 22 | 5  | 5 | 12 | 37-66  | 15     |
| 11   | Pogoń Łapy             | 22 | 7  | 1 | 14 | 27-40  | 15     |
| 12   | Czarni Olecko          | 22 | 3  | 1 | 18 | 22-70  | 7      |

- Przy równej ilości punktów dodatkowy mecz o miejsce 10 - ŁKS Łomża : Pogoń Łapy 3:0

## Klasa A - V poziom rozgrywkowy
Grupa I
| Poz. | Drużyna                      | M  | Z  | R | P  | Bramki | Punkty |
| ---- | ---------------------------- | -- | -- | - | -- | ------ | ------ |
| 1    | Cresovia Siemiatycze         | 14 | 11 | 1 | 2  | 39-17  | 23     |
| 2    | Skra Czarna Białostocka      | 14 | 9  | 3 | 2  | 32-9   | 21     |
| 3    | Gwardia II Białystok         | 14 | 8  | 2 | 4  | 37-22  | 16     |
| 4    | Ruch Wysokie Mazowieckie (b) | 14 | 7  | 2 | 5  | 24-20  | 16     |
| 5    | Supraślanka Supraśl (b)      | 14 | 3  | 3 | 8  | 18-33  | 9      |
| 6    | LZS Ciechanowiec (b)         | 14 | 3  | 3 | 8  | 14-37  | 9      |
| 7    | Husar II Nurzec (b)          | 14 | 2  | 4 | 8  | 21-33  | 8      |
| 8    | Społem Bielsk Podlaski (s)   | 14 | 4  | 0 | 10 | 15-29  | 8      |

Grupa II
| Poz. | Drużyna                       | M  | Z | R | P | Bramki | Punkty |
| ---- | ----------------------------- | -- | - | - | - | ------ | ------ |
| 1    | Pomorzanka Sejny              | 14 |   |   |   | 33-17  | 23     |
| 2    | AKS Augustów                  | 14 |   |   |   | 33-26  | 16     |
| 3    | Mazur II Ełk                  | 14 |   |   |   | 24-27  | 16     |
| 4    | Pomorzan Prostki              | 14 |   |   |   | 36-20  | 15     |
| 5    | Ognisko-Starosielce Białystok | 14 |   |   |   | 35-22  | 15     |
| 6    | Orzeł Orla Jucha (b)          | 14 |   |   |   | 18-36  | 12     |
| 7    | Wissa Szczuczyn (s)           | 14 |   |   |   | 16-36  | 8      |
| 8    | Wigry II Suwałki (b)          | 14 |   |   |   | 17-31  | 7      |

## Klasa B - VI poziom rozgrywkowy
Grupa I
| Poz. | Drużyna                 | M  | Z | R | P | Bramki | Punkty |
| ---- | ----------------------- | -- | - | - | - | ------ | ------ |
| 1    | Warmia Grajewo (s)      | 18 |   |   |   | 85-21  | 31     |
| 2    | Orzeł Kolno             | 18 |   |   |   | 82-23  | 31     |
| 3    | Victoria Jedwabne       | 18 |   |   |   | 73-22  | 30     |
| 4    | Promień Mońki           | 18 |   |   |   | 58-73  | 20     |
| 5    | LZS Stawiski            | 18 |   |   |   | 42-37  | 20     |
| 6    | Jasion Jasionówka       | 18 |   |   |   | 35-53  | 15     |
| 7    | Czarni Wąsosz           | 18 |   |   |   | 27-55  | 14     |
| 8    | Znicz Radziłów          | 18 |   |   |   | 33-69  | 7      |
| 9    | LZS Łyse (b)            | 18 |   |   |   | 23-110 | 5      |
| 10   | Dąb Dąbrowa Białostocka | 9  |   |   |   | 18-33  | 5      |

- Zmiana nazwy LZS na Victoria Jedwabne.
- Dąb Dąbrowa Białostocka wycofany po I rundzie, w drugiej przyznawano walkowery. Wyniki Dębu w tabeli pochodzą z I rundy. Dąb przystąpił do rozrywek w przyszłym sezonie.
- Dodatkowy mecz o 1 miejsce - Warmia : Orzeł 4:3.
- Po sezonie następujące drużyny wycofały się z rozgrywek: LKS Stawiski, Jasion Jasionówka, Czarni Wąsosz, Znicz Radziłów, LZS Łyse.

Grupa II
| Poz. | Drużyna          | M  | Z | R | P | Bramki | Punkty |
| ---- | ---------------- | -- | - | - | - | ------ | ------ |
| 1    | Żubr Białowieża  | 14 |   |   |   | 51-25  | 22     |
| 2    | LZS Piliki (b)   | 14 |   |   |   | 46-22  | 20     |
| 3    | Żubr Drohiczyn   | 14 |   |   |   | 30-38  | 15     |
| 4    | Mechanik Czyżew  | 14 |   |   |   | 47-28  | 14     |
| 5    | Dąb Nowosady (b) | 14 |   |   |   | 27-34  | 15     |
| 6    | LZS Brańsk       | 14 |   |   |   | 28-38  | 11     |
| 7    | LZS Szepietowo   | 14 |   |   |   | 23-43  | 10     |
| 8    | Orzeł Orla (b)   | 14 |   |   |   | 23-47  | 7      |
| 9    | Las Narewka      | 8  |   |   |   | 15-21  | 4*     |

- Las Narewka wycofał się po I rundzie. W tabeli podano wyniki z I rundy.
- W II rundzie drużyna LZS Mikłasze występowała pod nazwą Orzeł Orla. Nastąpiła fuzja (przeniesienie) drużyny z Mikłasz do pobliskiej Orli.
- Po sezonie drużyny Orła Orla oraz Mechanika Czyżew wycofały się z rozgrywek.

Grupa III
| Poz. | Drużyna                              | M  | Z | R | P | Bramki | Punkty |
| ---- | ------------------------------------ | -- | - | - | - | ------ | ------ |
| 1    | Jagiellonia II Białystok             | 16 |   |   |   | 71-16  | 26     |
| 2    | Łoś Wasilków                         | 16 |   |   |   | 53-31  | 24     |
| 3    | Gryf Choroszcz                       | 16 |   |   |   | 42-33  | 22     |
| 4    | LZS Kuźnica                          | 16 |   |   |   | 35-29  | 19     |
| 5    | Ognisko-Starosielce II Białystok (b) | 16 |   |   |   | 39-37  | 16     |
| 6    | LZS Krynki (b)                       | 15 |   |   |   | 37-55  | 10     |
| 7    | Znicz Suraż (b)                      | 15 |   |   |   | 29-54  | 10     |
| 8    | Skra II Czarna Białostocka           | 16 |   |   |   | 28-56  | 9      |
| 9    | Motor Dojlidy (s)                    | 16 |   |   |   | 25-38  | 8      |

Grupa IV
| Poz. | Drużyna                      | M  | Z | R | P | Bramki | Punkty |
| ---- | ---------------------------- | -- | - | - | - | ------ | ------ |
| 1    | Strzała Nowa Wieś (b)        | 14 |   |   |   | 35-12  | 23     |
| 2    | LZS Kowale Oleckie (b)       | 14 |   |   |   | 52-24  | 23     |
| 3    | LZS POM Olecko (b)           | 14 |   |   |   | 47-17  | 16     |
| 4    | LZS POM Augustów (b)         | 14 |   |   |   | 47-29  | 15     |
| 5    | Junak Gołdap (b)             | 14 |   |   |   | 39-25  | 14     |
| 6    | Pogoń Banie Mazurskie (b)    | 14 |   |   |   | 30-55  | 9      |
| 7    | LZS Pogorzel (b)             | 14 |   |   |   | 18-56  | 8      |
| 8    | LZS Błędzianka Dubeninki (b) | 8  |   |   |   | 16-35  | 6*     |
| 9    | Gryf Galwiecie (b)           | 8  |   |   |   | 8-67   | 2*     |
| 10   | LZS Boćwinka (b)             |    |   |   |   |        |        |

- LZS Boćwinka wycofała się przed sezonem.
- LZS Błęndzianka Dubeninki oraz Gryf Galwiecie wycofały się po I rundzie. W tabeli punkty po I rundzie.
- Przy równej ilości punktów dodatkowy mecz o awans - LZS Kowale Oleckie : Strzała Nowa Wieś 1:3.
- Pogoń Banie Mazurskie oraz LZS Pogorzel wycofały się z rozgrywek po sezonie.

## Puchar Polski - rozgrywki okręgowe
- Włókniarz Białystok : Wigry Suwałki 2:0